# Хоканссон, Артур
Артур Хоканссон (швед. Arthur Håkansson; 1889 — 1947) — шведский шахматист, мастер. Один из сильнейших шахматистов Швеции рубежа 1910—1920-х гг. В 1919 году оспаривал титул чемпиона Швеции. В 1922 году победил в неофициальном чемпионате страны.
В настоящее время наиболее известен своей партией с Е. Д. Боголюбовым и двумя партиями с А. И. Нимцовичем. Особенно примечательна вторая партия с Нимцовичем, в которой гроссмейстеру удалось осуществить несложную, но эффектную матовую комбинацию с жертвой ферзя.
В отечественной шахматной литературе фамилия шахматиста обычно воспроизводилась как Хакансон, Гакансон или даже Гокансон.

## Спортивные результаты
| Год  | Город        | Соревнование                                              | + | − | = | Результат | Место |
| ---- | ------------ | --------------------------------------------------------- | - | - | - | --------- | ----- |
| 1919 | Гётеборг     | 11-й турнир северных стран                                | 4 | 3 | 4 | 6 из 11   | 4—6   |
|      | Стокгольм    | Матч с Г. Нюхольмом (на звание чемпиона Швеции)           |   |   |   | 2½ : 2½   |       |
| 1920 | Гётеборг     | Международный турнир (побочный турнир)                    | 6 | 4 | 5 | 8½ из 15  | 6     |
| 1922 | Берлин       | Матч Германия — Швеция (против Ж. Мизеса)                 | 0 | 1 | 1 | ½ из 2    |       |
|      | Кристианстад | Матч с А. И. Нимцовичем                                   |   |   |   |           |       |
|      | Евле         | Чемпионат Швеции (неофициальный)                          |   |   |   |           | 1     |
| 1926 | Стокгольм    | Матч Стокгольм — Ленинград (9-я доска, против Н. Салмина) | 1 | 0 | 1 | 1½ из 2   |       |